# Liste der Innenminister des Russischen Kaiserreiches
Liste der Innenminister des Russischen Kaiserreiches 1802–1917, eigentlich „Ministerium für Innere Angelegenheiten des russischen Reiches“ (russisch Министерство внутренних дел Российской империи). Die Amtsdaten beziehen sich sämtlich auf den in Russland bis zur Oktoberrevolution geltenden Julianischen Kalender.
| Minister | Amtsbeginn         | Amtsende           |
| --- | ------------------ | ------------------ |
| Wiktor Pawlowitsch Kotschubei (Виктор Павлович Кочубей)                                                                                       | 8. September 1802  | 24. November 1807  |
| Alexei Borissowitsch Kurakin (Алексей Борисович Куракин)                                                                                      | 23. November 1807  | 31. März 1810      |
| Ossip Petrowitsch Kosodawlew (Осип Петрович Козодавлев)                                                                                       | 31. März 1810      | 24. Juni 1819      |
| Alexander Nikolajewitsch Golizyn (Александр Николаевич Голицын)                                                                               | 3. August 1819     | 4. November 1819   |
| Wiktor Pawlowitsch Kotschubei (Виктор Павлович Кочубей)                                                                                       | 4. November 1819   | 28. Juni 1823      |
| Balthasar von Campenhausen (Балтазар Балтазарович Кампенгаузен)                                                                               | 28. Juni 1823      | 29. August 1823    |
| Wassili Sergejewitsch Lanskoi (Василий Сергеевич Ланской)                                                                                     | 29. August 1823    | 19. April 1828     |
| Arseni Andrejewitsch Sakrewski (Арсений Андреевич Закревский)                                                                                 | 19. April 1828     | 19. November 1831  |
| Dmitri Nikolajewitsch Bludow (Дмитрий Николаевич Блудов)                                                                                      | 12. Februar 1832   | 15. Februar 1839   |
| Alexander Grigorjewitsch Stroganow (Александр Григорьевич Строганов)                                                                          | 10. März 1839      | 23. September 1841 |
| Lew Alexejewitsch Perowski (Лев Алексеевич Перовский)                                                                                         | 23. September 1841 | 30. August 1852    |
| Dmitri Gawrilowitsch Bibikow (Дмитрий Гаврилович Бибиков)                                                                                     | 30. August 1852    | 20. August 1855    |
| Sergei Stepanowitsch Lanskoi (Сергей Степанович Ланской)                                                                                      | 20. August 1855    | 23. April 1861     |
| Pjotr Alexandrowitsch Walujew (Пётр Александрович Валуев)                                                                                     | 23. April 1861     | 9. März 1868       |
| Alexander Jegorowitsch Timaschew (Александр Егорович Тимашев)                                                                                 | 9. März 1868       | 27. November 1878  |
| Lew Sawwitsch Makow (Лев Саввич Маков) | 27. November 1878  | 6. August 1880     |
| Michail Tarielowitsch Loris-Melikow (Михаил Тариелович Лорис-Меликов, georg. მიხეილ ტარიელის ძე ლორის-მელიქოვი, armen. Միքայել Լորիս-Մելիքով) | 6. August 1880     | 4. Mai 1881        |
| Nikolai Pawlowitsch Ignatjew (Николай Павлович Игнатьев)                                                                                      | 4. Mai 1881        | 30. Mai 1882       |
| Dmitri Andrejewitsch Tolstoi (Дмитрий Андреевич Толстой)                                                                                      | 30. Mai 1882       | 25. April 1889     |
| Iwan Nikolajewitsch Durnowo (Иван Николаевич Дурново)                                                                                         | 28. April 1889     | 15. Oktober 1895   |
| Iwan Logginowitsch Goremykin (Иван Логгинович Горемыкин)                                                                                      | 15. Oktober 1895   | 20. Oktober 1899   |
| Dmitri Sergejewitsch Sipjagin (Дмитрий Сергеевич Сипягин)                                                                                     | 20. Oktober 1899   | 2. April 1902      |
| Wjatscheslaw Konstantinowitsch von Plehwe (Вячеслав Константинович фон Плеве)                                                                 | 4. April 1902      | 15. Juli 1904      |
| Pjotr Dmitrijewitsch Swjatopolk-Mirski (Пётр Дмитриевич Святополк-Мирский)                                                                    | 26. August 1904    | 18. Januar 1905    |
| Alexander Grigorjewitsch Bulygin (Александр Григорьевич Булыгин)                                                                              | 20. Januar 1905    | 22. Oktober 1905   |
| Pjotr Nikolajewitsch Durnowo (Пётр Николаевич Дурново)                                                                                        | 23. Oktober 1905   | 22. April 1906     |
| Pjotr Arkadjewitsch Stolypin (Пётр Аркадьевич Столыпин)                                                                                       | 26. April 1906     | 5. September 1911  |
| Alexander Alexandrowitsch Makarow (Александр Александрович Макаров)                                                                           | 20. September 1911 | 16. Dezember 1912  |
| Nikolai Alexejewitsch Maklakow (Николай Алексеевич Маклаков)                                                                                  | 16. Dezember 1912  | 5. Juni 1915       |
| Nikolai Borissowitsch Schtscherbatow (Николай Борисович Щербатов)                                                                             | 5. Juni 1915       | 26. September 1915 |
| Alexei Nikolajewitsch Chwostow (Алексей Николаевич Хвостов)                                                                                   | 26. September 1915 | 3. März 1916       |
| Boris Wladimirowitsch Stürmer (Борис Владимирович Штюрмер)                                                                                    | 3. März 1916       | 7. Juli 1916       |
| Alexander Alexejewitsch Chwostow (Александр Алексеевич Хвостов)                                                                               | 7. Juli 1916       | 16. September 1916 |
| Alexander Dmitrijewitsch Protopopow (Александр Дмитриевич Протопопов)                                                                         | 16. September 1916 | 28. Februar 1917   |